# 東海ケーブルチャンネル
東海ケーブルチャンネル（とうかい・けーぶるちゃんねる）とは、東海デジタルネットワークセンターに加盟する東海地方のケーブルテレビの、デジタルコースでサービスが提供されていたコミュニティチャンネルである。複数のケーブルテレビ局がまとまって運営しているチャンネルは、全国でも珍しい取り組みであった。

## 概要・歴史
- 2005年に開催された愛知万博期間中に、日本ケーブルテレビ連盟東海支部が開設していた万博チャンネルの延長上の取り組み[2]として、2006年（平成18年）6月1日に東海デジタルネットワークセンター加盟局で放送を開始した。
- 加盟局から配給された数多くの番組が放送されていることもあり、画面の右上あたりに「ケーブルテレビ局名（各局のロゴ）　○○（尾張などの名称）エリア」[3]と表示されていた。
- 2009-2010年の年末年始は、特別編成として、過去に放送されたオリジナル番組のダイジェストや、各局からの年始挨拶（1月1日〜）を放送した。
- 2010年4月頃からは、公式HPにて、チャンネル内でも随時放送されているチャンネルPRCMや「TCC WORLD」といった動画が視聴できるようになった。
- 2012年9月30日放送終了[4]

## チャンネルの編成
- チャンネルでは、配信局のコミュニティチャンネルで放送されている番組やオリジナル番組、イベントなどの特別番組などが放送された。
- 配信局から持ち込まれた番組のうち、一部を除きコミュニティチャンネルで放送されていた時と同じスポンサーのCMやスポットCMがそのまま放送されていた。持ち込み番組のうち、生放送であったり番組内で行われるプレゼントの期限が過ぎている場合に、告知テロップが表示された際は、画面上にことわりのテロップが表示された。
- 深夜や早朝などは、「ケーブル屋おとりよせ便」（テレビショッピング）が放送されていた。また放送される番組と番組の間に時間の余裕がある場合は、環境映像や、東海ケーブルチャンネルからのお知らせの短いバージョンが放送されていた。
- チャンネル解消後も、非加盟のスターキャットを含め、東海デジタルネットワークとしての共同制作番組は、この名残りとして放送されている。

### オリジナル番組

#### 末期に放送されていた番組
たくみ〜職人の技と心〜（15分番組）
- 毎回ひとつの伝統工芸を取り上げ紹介する。

ワンダフルトリップ（30分番組。2009年4月〜）
- 毎月3種類〔愛犬と出かける「わんバスツアー」、宮本忠博と参加局（月替わり）の加入者と行く「ゆったり旅浪漫」、東海エリアの情緒溢れる名湯・名旅館や周辺の見所を紹介する「ゆったり旅浪漫」）のバスツアーをひとつ取り上げ、番組として紹介する〕。

スゴまち20（‐にじゅうまる。30分番組。2009年4月〜。1週更新）
- 月替わりのテーマを元に、チャンネル参加各局からの情報を伝える番組。1週あたり、3〜4局が放送される。構成は各局自由となっており、バラエティ豊かに伝えるところもある。

東海うまいもん本舗（45分番組。2009年4月〜）
- 出演者:内藤聡・小室直子（いずれも2009年4月〜）、橘秀希（スローフードあいち・代表）
- 地産地消をテーマに、東海地方の食に関する情報を届ける。2009年途中からは番組枠が30分から45分に拡大された。また関連番組「らじおで!東海うまいもん本舗」が、内藤がパーソナリティをつとめるエンタメ・コング（FM愛知月曜日・20:10頃〜）内で放送されていた。

きのうの言伝（ことづて）〜写真で紡ぐ地域の生活史〜（5分番組。2009年4月〜）
- 毎回ひとつの地域を取り上げ、現在と過去を写真や映像を交えつつ振りかえる。

TCC WORLD（10分番組。2010年4月〜）
- 出演者:Edmund Hoff・COCORO（いずれも2010年4月〜）
- 加盟局から届けられる様々な話題を、英語で紹介する。この番組は公式HPのほか、YouTubeでも動画を見ることができる。

東海ケーブルチャンネルからのお知らせ（10分番組）
- 東海ケーブルチャンネル事務局・女性職員[5]がチャンネルのオリジナル番組を紹介。

#### 過去に放送されていた番組
ロコロコたいむ（30分番組。2006年6月〜2010年3月）
- 出演者：早川えみ、渡辺万弓、担当局のアナウンサー（いずれも2009年4月〜。過去の出演者：上田たかこ・松本たかね（いずれも2006年6月〜2009年3月）
- 毎回、東海ケーブルチャンネルと当チャンネル参加局（月替わり）とが共同で制作し、共同制作先のケーブルテレビエリア内の観光建物・歴史建造物を収録場所に、エリア内の旬な情報と各地から届く情報の2部構成で番組を進める。

### 特別番組
- 愛知大学野球リーグ中継（2007年〜）
- 『燃えドラ!スタジアム（西暦年）ウエスタンリーグ/オープン戦』（中日ドラゴンズ戦中継[6]）
- 日本女子ソフトボールリーグ中継[7]
- 浜松まつり御殿屋台引き回し生中継[8]
- ケーブルフェスタ[9][10]
- その他、各局制作の特別番組[11]